# العلاقات التشيلية الكندية
العلاقات التشيلية الكندية هي العلاقات الثنائية التي تجمع بين تشيلي وكندا.

## مقارنة بين البلدين
هذه مقارنة عامة ومرجعية للدولتين:
| وجه المقارنة                                              | تشيلي                         | كندا                     |
| --------------------------------------------------------- | ----------------------------- | ------------------------ |
| المساحة (كم2)                                             | 756.10 ألف                    | 9.98 مليون               |
| عدد السكان (نسمة)                                         | 17.37 مليون                   | 35.70 مليون              |
| الكثافة السكانية (ن./كم²)                                 | 22.97                         | 3.58                     |
| العاصمة                                                   | سانتياغو                      | أوتاوا                   |
| اللغة الرسمية                                             | اللغة الإسبانية               | لغة إنجليزية، لغة فرنسية |
| العملة                                                    | بيزو تشيلي، وحدة حساب تشيلية ‏ | دولار كندي               |
| الناتج المحلي الإجمالي (بليون دولار)                      | 277.08 مليار                  | 1.65 تريليون             |
| الناتج المحلي الإجمالي (تعادل القوة الشرائية) بليون دولار | 419.39 مليار                  | 1.59 تريليون             |
| الناتج المحلي الإجمالي الاسمي للفرد دولار أمريكي          | 13.42 ألف                     | 43.25 ألف                |
| الناتج المحلي الإجمالي للفرد دولار أمريكي                 | 22.07 ألف                     | 45.07 ألف                |
| مؤشر التنمية البشرية                                      | 0.832                         | 0.913                    |
| رمز المكالمات الدولي                                      | +56                           | +1                       |
| رمز الإنترنت                                              | .cl                           | .ca                      |
| المنطقة الزمنية                                           | 00، 00، 00، 00                |                          |

## مدن متوأمة
في ما يلي قائمة باتفاقيات التوأمة بين مدن تشيلية وكندية:
- ترتبط بويرتو مونت مع غاسبيه باتفاقية توأمة.

## منظمات دولية مشتركة
يشترك البلدان في عضوية مجموعة من المنظمات الدولية، منها:
| علم المنظمة | اسم المنظمة                                      | تاريخ انضمام تشيلي | تاريخ انضمام كندا |
| ----------- | ------------------------------------------------ | ------------------ | ----------------- |
|             | مؤسسة التنمية الدولية                            | 30 ديسمبر 1960     | 24 سبتمبر 1960    |
|             | منظمة التعاون الاقتصادي والتنمية                 | ?                  | ?                 |
|             | الأمم المتحدة                                    | 24 أكتوبر 1945     | 9 نوفمبر 1945     |
|             | منظمة التجارة العالمية                           | ?                  | ?                 |
|             | المنظمة الهيدروغرافية الدولية                    | ?                  | ?                 |
|             | وكالة ضمان الاستثمار متعدد الأطراف               | 12 أبريل 1988      | 12 أبريل 1988     |
|             | منظمة الشرطة الجنائية الدولية                    | ?                  | ?                 |
|             | المركز الدولي لتسوية المنازعات الاستشارية        | 24 أكتوبر 1991     | 1 ديسمبر 2013     |
|             | الاتحاد الدولي للاتصالات                         | 1908               | 1 يوليو 1908      |
|             | الفريق المعني برصد الأرض                         | ?                  | ?                 |
|             | البنك الدولي للإنشاء والتعمير                    | 31 ديسمبر 1945     | 27 ديسمبر 1945    |
|             | الاتحاد البريدي العالمي                          | ?                  | ?                 |
|             | منظمة حظر الأسلحة الكيميائية                     | ?                  | ?                 |
|             | مؤسسة التمويل الدولية                            | 15 أبريل 1957      | 20 يوليو 1956     |
|             | منتدى التعاون الاقتصادي لدول آسيا والمحيط الهادئ | 11 نوفمبر 1994     | 6 نوفمبر 1989     |
|             | يونسكو                                           | 7 يوليو 1953       | 4 نوفمبر 1946     |

## أعلام
هذه قائمة لبعض الشخصيات التي تربطها علاقات بالبلدين:
- أمريكا أوليفو (5 يناير 1978[20][21] – )
- خافيير أسيفيدو (28 يناير 1998 – )
- خوان كوردوفا (لاعب كرة قدم تشيلي، 25 يونيو 1995 – )
- كارلوس دياز (ممثل تشيلي، 21 يوليو 1970 – )
- يعقوب تريمبلاي (ممثل كندي، 5 أكتوبر 2006 – )

## وصلات خارجية
- موقع وزارة الخارجية التشيلية
- موقع وزارة الخارجية الكندية